# Bergmyrberget (naturreservat, Arvidsjaur kommun)
Bergmyrberget är ett naturreservat i Arvidsjaurs kommun i Norrbottens län.
Området är naturskyddat sedan 1997 och är 0,3 kvadratkilometer stort. Reservatet omfattar en del av berget med detta namn samt områden nordost om berget. Reservatet består av högvuxna tallar med inslag av granar och björkar.